# Бакинский Совет
Бакинский Совет (азерб. Bakı Soveti) — орган советской власти в Баку в 1917—1918 годах.
Февральская революция 1917 года привела к появлению системы советов, которые, опираясь на организации рабочих, создавали параллельные структуры власти. Баку на момент революции являлся многонациональным промышленным центром, что создавало перспективу для захвата и удержания советской власти в регионе. Бакинский Совет был сформирован 6 (19) марта 1917 года. 
В целом в Закавказье официальную власть представлял Закавказский комиссариат с центром в Тифлисе, который поддерживал Временное правительство и созыв Учредительного собрания.
После Октябрьской революции Бакинский Совет под председательством Степана Шаумяна безоговорочно поддержал большевиков и объявил себя 31 октября (13 ноября) 1917 года верховным органом власти в Баку и Бакинском регионе. Уже в ноябре 1917 года Баку стал первым советским городом Закавказья. 
После перевыборов 12 (25) декабря 1917 года в Бакинском Совете были представлены эсеры (85), большевики (48), дашнаки (38), мусаватисты (18) и меньшевики (13). Шаумян сохранил пост председателя. Помощником Шаумяна выступил Прокофий Джапаридзе. 16 (29) декабря 1917 года Ленин назначил Шаумяна «чрезвычайным комиссаром по делам Кавказа». 
Соперником власти Бакинского Совета был Тифлисский Закавказский комиссариат. Шамхорская резня обозначила противостояние мусаватистской Гянджи советскому Баку. Мартовские события в Баку закрепили альянс Бакинского Совета с армянской националистической партией Дашнакцутюн и привели к отчуждению от Совета местного азербайджанского населения. Однако, азербайджанцы все же сохранили свое присутствие в Совете (Азизбеков и Нариманов). 14 апреля 1918 года власть Бакинского Совета распространилась на Мугань, где ополчение русских сёл вело войну с вооруженными отрядами мусаватистов.
15 апреля Бакинский Совет объявил о создании Кавказской Красной Армии на базе вооруженных рабочих отрядов Красной Гвардии. К концу мая эта армия состояла из 4 бригад, объединявших 19 батальонов. Общая численность вооруженных сил достигала 18 тыс. бойцов, из которых большую часть (до 80 %) составляли армяне. Руководство осуществлял Григорий Корганов. В состав Кавказской Красной Армии были инкорпорированы национальные армянские вооруженные отряды. Помимо них присутствовали русские формирования Петрова, Добрынина и Бичерахова.
25 апреля 1918 года образовалась Бакинская коммуна. Это стало возможным после роспуска Бакинской городской думы. Внешнеполитическая ситуация осложнялась наступлением в этот период турецкой армии и провозглашением 28 мая в Гяндже Азербайджанской демократической республики. К маю на территории Бакинской губернии была национализирована промышленность.
Летом 1918 года турецкие войска были уже под стенами Баку. В условиях отсутствия помощи со стороны Советской России и усилившегося английского влияния Бакинский Совет был распущен. Власть в Баку взял Центрокаспий. Шаумян и бакинские комиссары предприняли неудачную попытку эвакуироваться, но были переправлены на пароходе «Туркмен» в Красноводск, арестованы и расстреляны.